# Bloomfield (New Mexico)
Bloomfield is een plaats (city) in de Amerikaanse staat New Mexico, en valt bestuurlijk gezien onder San Juan County.

## Demografie
Bij de volkstelling in 2000 werd het aantal inwoners vastgesteld op 6417.
In 2006 is het aantal inwoners door het United States Census Bureau geschat op 7409, een stijging van 992 (15,5%).

## Geografie
Volgens het United States Census Bureau beslaat de plaats een oppervlakte van
13,1 km², waarvan 13,0 km² land en 0,1 km² water. Bloomfield ligt op ongeveer 1663 m boven zeeniveau.

## Plaatsen in de nabije omgeving
De onderstaande figuur toont nabijgelegen plaatsen in een straal van 24 km rond Bloomfield.